# Saint-Utin
Saint-Utin település Franciaországban, Marne megyében. Lakosainak száma 72 fő (2022. január 1.). Saint-Utin Balignicourt, Pars-lès-Chavanges, Saint-Léger-sous-Margerie, Corbeil és Margerie-Hancourt községekkel határos.

## Népesség
A település népessége az elmúlt években az alábbi módon változott:
| Lakosok száma | 140  | 114  | 102  | 78   | 89   | 87   | 79   | 77   | 76   | 72   |
|               | 1968 | 1982 | 1990 | 2006 | 2013 | 2015 | 2017 | 2019 | 2020 | 2022 |